# دير مارتيريوس
كان دير مارتيريوس، الذي تم التنقيب عن أطلاله في وسط الضفة الغربية ومدينة معاليه أدوميم، والمعروف باللغة العربية بخربة المرصاص، من أهم مراكز الحياة الرهبانية في برية الخليل خلال عهد الإمبراطورية البيزنطية. كان الدير نشطاً بين النصف الثاني من القرن الخامس ومنتصف القرن السابع الميلادي.

## التاريخ
وُلِد مارتيريوس في كبادوكيا (تركيا الحالية) خلال النصف الأول من القرن الخامس. بعد أن أمضى بعض الوقت في دير أوثيميوس عام 457 م، عاش كناسك في كهف قريب. في وقت لاحق، بعد دخول الكهنوت، عمل مارتيريوس كاهنًا في كنيسة القيامة في القدس. أصبح بطريرك القدس عام 478 وخدم حتى عام 486. يُعتقد أنه بنى الدير على طول الطريق من أريحا إلى القدس باسمه في هذا الوقت.
كان مارتيريوس بطريرك القدس من 478 إلى 486. من المحتمل أنه خلال فترة ولايته كبطريرك بنى دير مارتيريوس في تلال  شرقي القدس. توفي مارتيريوس في 13 أبريل 486. كان الفندق (بيت الحجاج) مصدر دخل كبير لرهبان دير مار سابا من الدير. تعرض الدير للتلف خلال الغزو الفارسي عام 614 م وتم الاستغناء عنه بعد الفتح العربي في منتصف القرن السابع.

## وصف القرن التاسع عشر

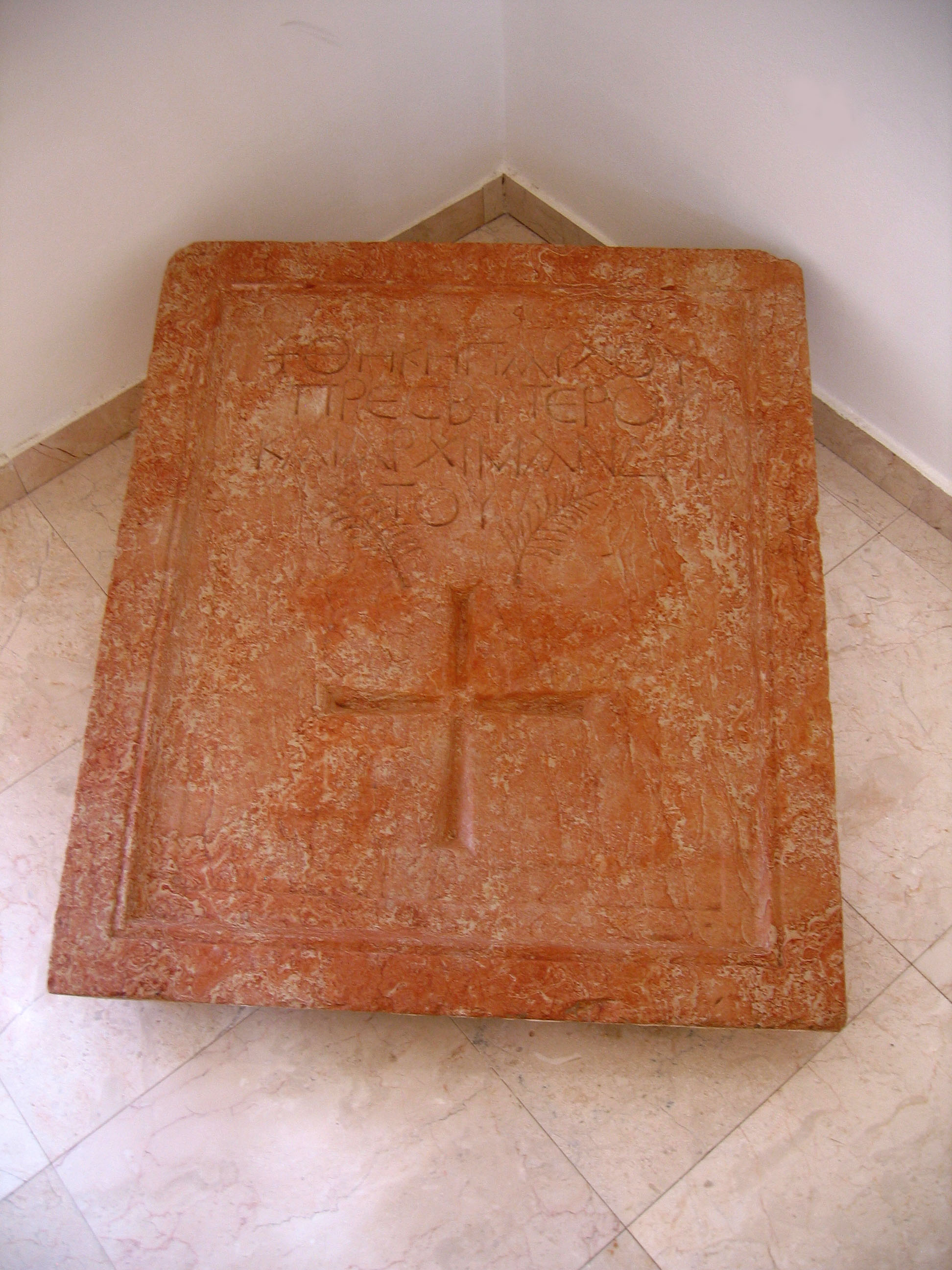
شاهد قبر بولس، القسيس وأرشمندريت الدير في عهد مارتيريوس بطريرك القدس (478-486)، معروض في متحف السامري الصالح

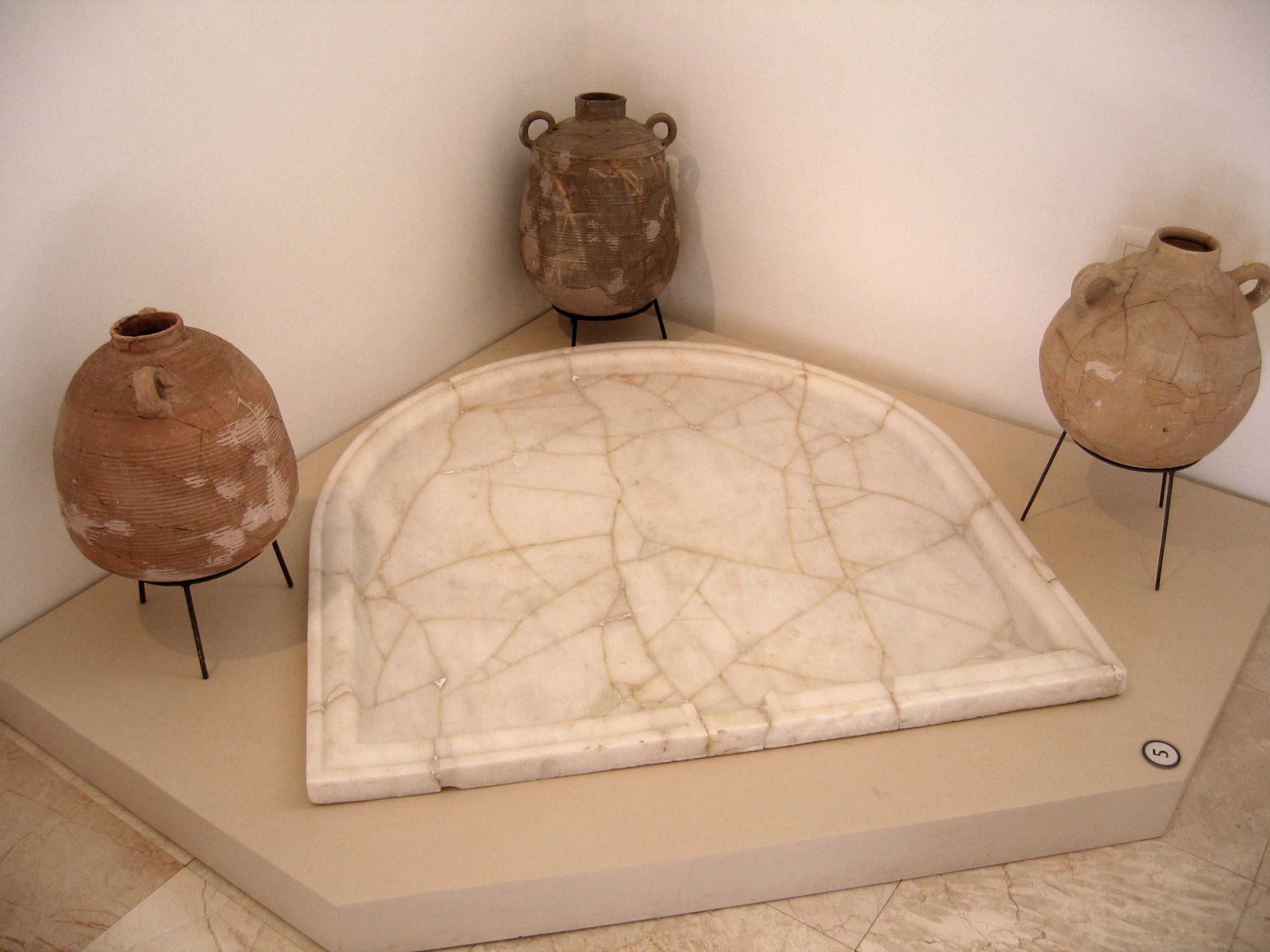
طاولة رخامية من الدير معروضة في متحف السامري الصالح

قام مسح صندوق استكشاف فلسطين لغرب فلسطين بزيارة وقياس خربة المرسس في عام 1874. وصفوها بأنها:
دير مهدم به كنيسة صغيرة، ولم يبق منه إلا الأساسات. يبلغ إجمالي قياس المبنى 270 قدمًا شرقًا وغربًا على خط 86 درجة غربًا. عرض الشمال والجنوب حوالي 90 قدما. الكنيسة الصغيرة في الشرق لها ثلاثة حنية الكنيسة. يبلغ قطر الصحن 18 قدمًا 3 بوصات، والممرات 15 قدمًا و 6 بوصات. الطول من الداخل من مؤخرة الحنية 64 قدمًا. تم تدمير الممر الشمالي بالكامل تقريبًا. توجد بقايا رصيف مغطى بالفسيفساء على أرضية الممر الجنوبي. تحتوي الكنيسة على ردهة في الغرب وأديرة ضيقة في الشمال والجنوب. في الأخير هو بئر. تم بناء برج من تاريخ لاحق في الزاوية الجنوبية الغربية من المبنى، وإلى الجنوب منه توجد بقايا رصيف مرصوف (من حيث اسم المكان)، في فناء الجدار الشرقي للمبنى. وهو ما هو مرئي. يتميز رصيف الكنيسة المكسو بالفسيفساء بنمط بسيط من الأحمر والأبيض والأزرق والأسود. يوجد غرب المبنى فوهة خزان أرضي بغطاء مثمن الأضلاع، قطره 6 أقدام و 4 بوصات، أو جانبان قدمان. الصليب المالطي مقطوع على جانبي هذا المثمن. ربما كان الغلاف في الأصل عبارة عن خط تمت إزالته من مكانه الصحيح. الصهريج الموجود أسفله واسع للغاية، وله من الشمال مدخل آخر، مع درجات تؤدي إلى أسفل. تمتد قناة المياه حوالي 10 ياردات جنوب غرب إلى خزان صغير، حوالي 10 أقدام مربعة، يتم تغذيته من الخزان الأكبر. تم قياس أحد الأحجار في المبنى ووجد أنه يبلغ طولها 3 أقدام وبوصة واحدة وارتفاعها قدمًا و 5 بوصات وسمكها قدمان وبوصتان. الأحجار في البرج هي مواد قديمة مستخدمة ؛ كان لأحدهم صليب، في شكل معين ومربع، مقطوع عليه. يقع الخراب على تل على ارتفاع 500 قدم فوق الوديان، وهناك آثار لموقع كبير وخزانات أخرى ذات حجم جيد. بين الخراب وخربت الدقي، هناك انتصاب وقح يشبه دولمن تقريبًا. يوجد لوحتان على الأخرى، وتوجد أسفلها منصة نصف دائرية صغيرة من الحجارة غير الممتلئة، وتوجد أسفل كهف طبيعي صغير."

## الحفريات الأخيرة
في عام 1982-1985، تم الكشف عن بقايا دير مارتيريوس (خربة مرصاص) على تل يطل على الطريق من أريحا إلى القدس. تم التنقيب في الموقع من قبل يتسحاق ماجن من سلطة الآثار الإسرائيلية.

## الاكتشافات الأثرية

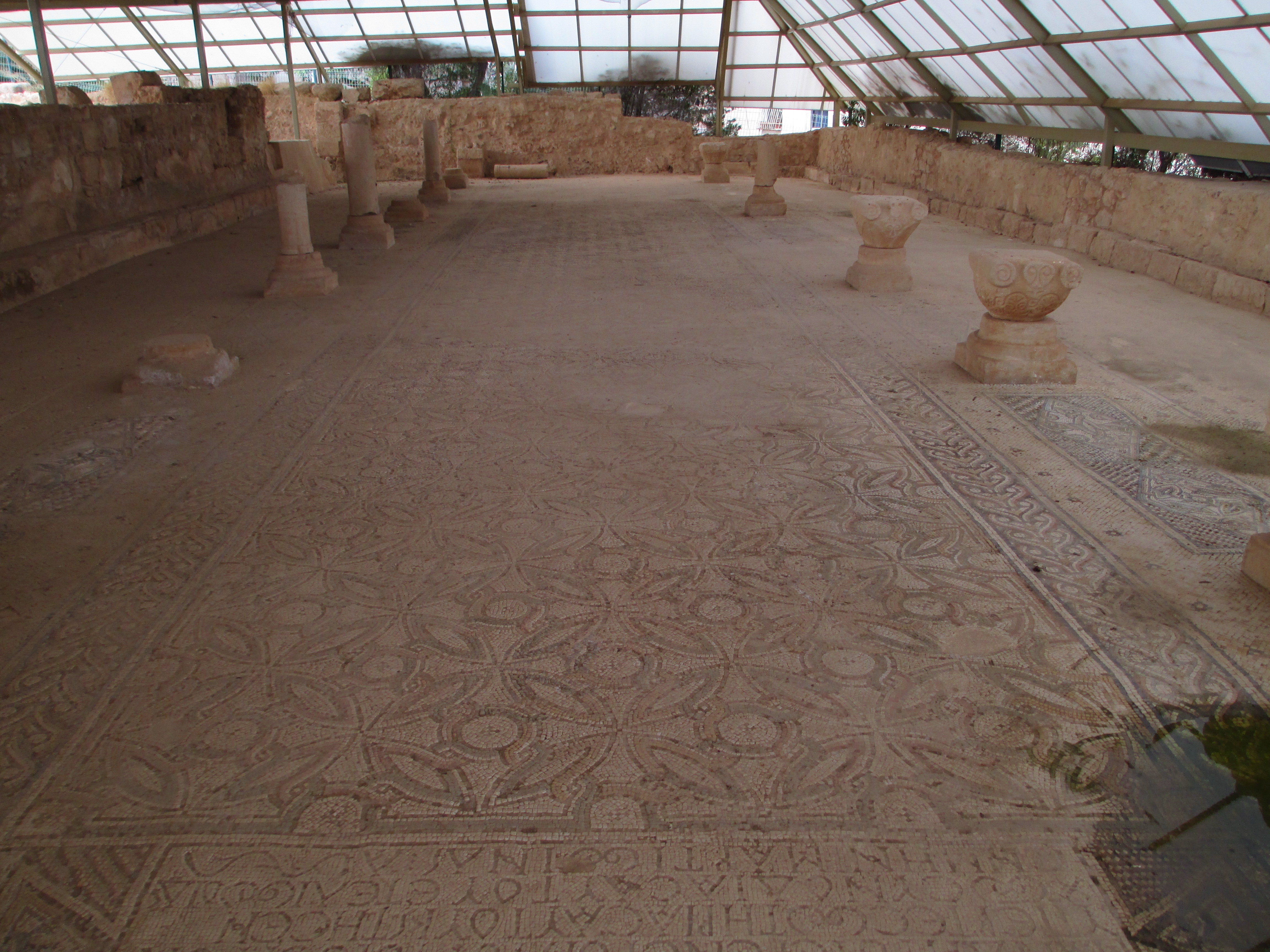
أرضية من الفسيفساء في دير مارتيريوس

### الجدران والبوابة
يغطي مجمع الدير ذو الشكل المربع مساحة 2.5 أكر (10,000 م2). إنه محاط بجدران محفوظة على ارتفاع مترين. كانت البوابة تقع في الجدار الشرقي. تم العثور على حجر دائري، قطره 2.5 متر، داخل البوابة، ربما لمزيد من الحماية.

### تَخطِيط
تم بناء الدير حول فناء كبير وشمل كنيسة والعديد من المصليات وقاعة طعام ومطبخ ومخزن وحمام ومقر إقامة وحظيرة حيوانات. خارج الجدار كان نزل للحجاج.

### الكنيسة الرئيسية
الكنيسة الرئيسية كانت مرصوفة بالفسيفساء الملونة بأنماط هندسية تتخللها صور للحيوانات. يذكر نقش يوناني رئيس الدير جينيزيوس ويوهانس.

### كهف الدفن
على الجانب الشمالي من المجمع يوجد كهف تم العثور فيه على عدة هياكل عظمية. يذكر نقش يوناني أسماء ثلاثة كهنة دفنوا هناك. يُعتقد أن هذا هو الكهف الذي عاش فيه مارتيريوس قبل الانضمام إلى التسلسل الهرمي للكنيسة في القدس.

### قاعات الطعام والمطبخ
قاعة الطعام محاطة بمقاعد حجرية ومقسمة بصفين من الأعمدة يدعمان طابقًا ثانيًا. الأرضية، المكتشفة سليمة، مغطاة بفسيفساء ذات تصاميم هندسية. كما تم رصف المطبخ بالفسيفساء ويحتوي على طاولات رخامية. تم العثور على المئات من الأواني الخزفية وأواني الطبخ وأكواب النبيذ هناك.

### نزل الحجاج
قدم بيت الشباب للضيوف كنيسة صغيرة وأماكن للنوم واسطبل.

### إمدادات المياه
تم العثور على العديد من الصهاريج المنحوتة في الصخور، وكذلك القنوات لجمع مياه الأمطار وتوجيهها إلى الصهاريج. تم العثور على خزان ضخم مقبب ذو ممرين، محفور من الصخور. يمكن أن يحتوي الصهريج على 20.000 إلى 30.000 متر مكعب من المياه التي ربما تم استخدامها لري حدائق الخضروات ومزارع الفاكهة. عندما امتلأ صهريج ما، تم نقل الفائض إلى صهريج آخر.

## أنظر أيضا
- علم الآثار في فلسطين